# Herman Billung
Herman Billung (900 o 912 - Quedlinburg, 27 de marzo de 973) fue el margrave de la Marca Billunga desde 936 hasta su muerte. El primero de la casa sajona de Billung, a Herman fue un leal lugarteniente del emperador Otón I.

## Biografía
Herman fue probablemente el hijo de Billung. Era el hermano menor del conde sajón Wichman el Viejo. Se cuenta a Herman generalmente como el primer duque (Herzog) Billung de Sajonia, pero su posición exacta no es clara. La dinastía otoniana ducal había subido a la realeza alemana con el ascenso de Enrique el Pajarero en 919 y tenían centrarse en asuntos de ámbito nacional. Parece que él mismo nunca fue duque de Sajonia.
Cuando en 936 el rey Otón I ascendió al trono, nombró a Herman un margrave (princeps militiae), entregándole la marca sajona al norte del río Elba. Su Marca Billunga se extendía desde el Limes Saxoniae en el oeste a lo largo de la costa báltica hasta el río Peene en el este, aproximadamente correspondiente con lo que posteriormente sería la región de Mecklemburgo. Otón así ignoró las pretensiones del hermano mayor de Herman, el conde Wichman, cuñado de la reina viuda Matilde. Wichman a su vez se unió a la fracasada rebelión del medio hermano del rey Otón, Thankmar y el duque Eberardo de Franconia en 938. Teniendo más autonomía que su contemporáneo el margrave Gerón I gobernante de la vecina Marca Geronis en el sur, Herman cobró tributos de los eslavos polabianos locales de la federación tribal abrodita.
A la muerte de su hermano en 944, también se convirtió en conde en el Bardengau sajón alrededor de la ciudad de Luneburgo, donde fundó el monasterio de San Miguel de esa ciudad. De nuevo ignoró las pretensiones hereditarias planteadas por sus sobrinos Wichman el Joven y Egberto el Tuerto. En 953 ambos se unieron a la rebelión nacional que comenzó el hermano menor de Otón, el duque Liudolfo de Suabia, que sólo se derrumbó por la invasión masiva de fuerzas húngaras. Durante esta grave crisis, el rey, que también era duque de Sajonia, comenzó a confiar aún más su autoridad en las tierras sajonas en Herman durante sus ausencias. Sin embargo, Herman nunca fue designado como dux en los documentos reales. En lugar de ello, se le denomina sólo como un líder militar, conde y margrave.
Al menos en 961, cuando el Otón I de Alemania marchó contra el reino de Italia por segunda vez, convirtió a Herman en el administrador (procurator regis) en sus tierras sajonas. La posición de Herman se consolidó cuando el 2 de febrero de 962, el rey Otón fue coronado Sacro emperador romano germánico en Roma por el papa Juan XII. Otón estuvo en Italia desde 961 hasta 972, tiempo durante el cual Herman fue su representante personal en Sajonia. 
Hacia el final de su vida, Herman fue el duque efectivo en todo salvo el nombre. Fue recibido como un rey por el arzobispo Adalberto de Magdeburgo en in 972, lo que incluso llegó a disgustar al emperador. Puede que fuera el fundador de la localidad de Hermannsburg en el Brezal de Luneburgo, mencionado por vez primera en 1059.
Herman murió en Quedlinburg en 973, justo dos meses antes de la muerte del propio Otón. El hijo de Herman, Bernardo I fue nombrado como el nuevo duque de Sajonia por el hijo de Otón I, Otón II, el nuevo emperador del Sacro Imperio.

## Descendientes
Es posible que Herman Billung se casara dos veces. Según las crónicas de la abadía de San Miguel en Luneburgo, una condesa Oda murió el 15 de marzo en un año que no se conoce, después de 973. Los anales de Xanten señalan la muerte de una Ode, esposa del duque Herman, ese mismo día. Probablemente estaba relacionada con la dinastía real otoniana. La abuela de Enrique el Pajarero se llamaba Oda (ella misma miembro de la dinastía Billung), y también era el nombre de su hermana.
Una segunda esposa, Hildesuith o Hildegarda de Westerburg aparece mencionada en las crónicas, pero su relación con Oda sigue estando poco clara. Hildegarda es también el nombre de la esposa de Bernardo, el hijo de Herman. El nombre de la nieta de Herman, Oda de Meissen indica que Oda era la madre de sus hijos. 
Tuvo cinco hijos:
- Bernardo I (m. 1011), duque de Sajonia.
- Liutger (m. 26 de febrero de 1011) conde en Westfalengau, documentado en 991, enterrado en la iglesia de San Miguel en Luneburgo, casado con Emma de Lesum (m. 3 de diciembre de 1038), enterrada en la catedral de Cathedral, hija de Immed IV (Immedinger) y Adela de Hamaland, hermana del obispo Meinwerk de Paderborn.
- Suanilda (Suanhilde) (n. entre 945 y 955, m. 28 de noviembre de 1014,[2] sepultada en el monasterio de Jena, vuelta a enterrar después de 1028 en la iglesia de San Jorge de Naumburgo, casó:
  1. en 970 Tietmaro I (m. después de 979) margrave de Meissen,
  2. antes de 1000 Ecardo I (asesinado el 30 de abril de 1002 en Pöhlde); se convirtió en 992 en margrave de Meissen, sepultado en el monasterio de Jena, vuelto a enterrar después de 1028 en la iglesia de San Jorge de Naumburgo.
- Matilda (Mathilde) (n. entre 935 y 945, m. 25 de mayo de 1008 en Gante, enterrada en la iglesia de San Pedro), se casó:
  1. "poco antes de 961" con Balduino III, conde de Flandes (m. 1 de enero de 962),
  2. Godofredo I de Verdún (Gottfried der Gefangene) (m. el 3/4 de abril después de 995) en 963/982, conde de Verdún (Wigeriche), enterrado en la iglesia de San Pedro de Gante.
- Imma, en 995 abadesa de Herford.